# Fazol šarlatový

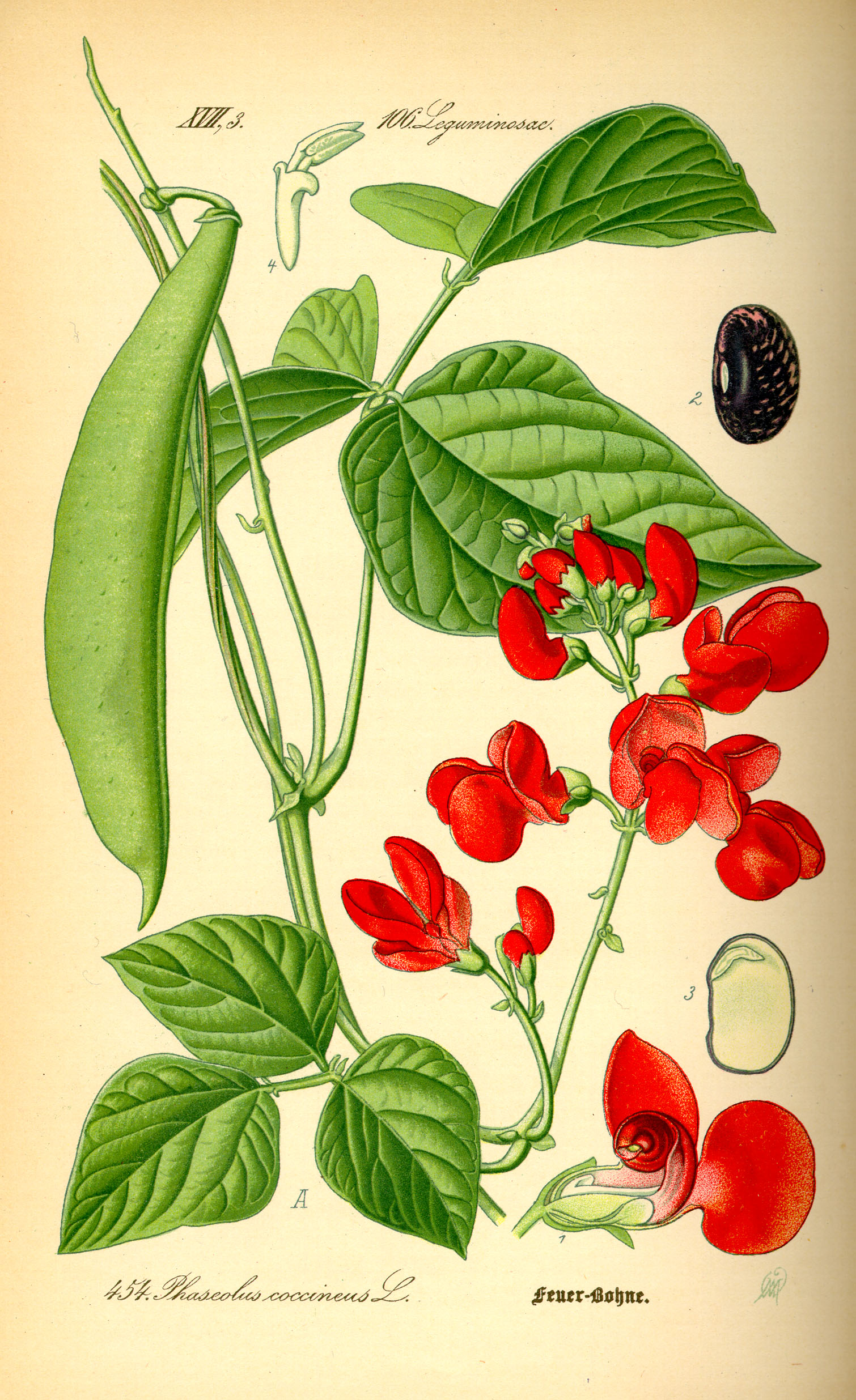
Zobrazení fazolu šarlatového

Fazol šarlatový (Phaseolus coccineus) je levotočivá liána, jeden z asi padesáti druhů rodu fazol. Je počítán mezi základní luštěniny a využívá se nejen jako jednoletá zelenina, ale i okrasná, výrazně červeně kvetoucí, ovíjivá letnička.

## Rozšíření
Druh pochází z oblastí Střední Ameriky, z Mexika a Guatemaly. Dosud tam planě roste v horských údolích, v částečném zastínění ve smíšených lesích mezi borovicemi a duby. Do zbytku světa, včetně Jižní Ameriky, se začal dostávat počátkem 16. století.

## Ekologie
Původní rostliny byly dvouleté, kvetly až druhým rokem. Po více než 2000 let šlechtění původními obyvateli Střední Ameriky byly získány rostliny, které během jednoho roku vyrostou do výše až 4 m, vykvetou a vytvoří semena. Brzy po vzejití mladé rostlinky žádají vhodnou tyčovitou oporu kolem které se samy ovíjejí. Koncem září nebo s příchodem prvních mrazíků rostlina usychá. Z liány byl obdobně vyšlechtěn i fazol obecný.
Rostliny nejsou odolné vůči chladu, v podmínkách České republiky začínají semena klíčit až po prohřátí půdy, nejdříve v druhé polovině května. Je výhodné je sázet na stanoviště s plným osluněním a s neutrální, až mírně alkalickou půdu, která je hluboká, hlinitá, dostatečně vlhká a přitom dobře odvodněná. Během kvetení a tvorby plodů potřebuje hodně vláhy. Jako bobovitá rostlina dokáže za pomoci symbiotických bakterií na kořenech získávat vzdušný dusík a ten vpravovat do půdy.

## Popis
Jednoletá rostlina s až 4 m dlouhou lodyhou, od spodu větvenou, která roste z kuželovitého kořene. Listy s kopinatými palisty vyrůstají střídavě, mají dlouhé řapíky, jsou trojčetné, drsně chlupaté až holé a živě zelené. Lístky s kopinatými palisty a kratičkými řapíky jsou velké 6 až 14 × 4 až 10 cm, mírně asymetricky vejčité, u báze okrouhlé a na vrcholech zašpičatělé.
Oboupohlavné květy, 2 až 3 cm velké, vytvářejí v počtu 10 až 20 řídká hroznovitá květenství, jež vyrůstají na dlouhých stopkách z úžlabí listů. Jejich dvoupyský kalich je široce zvonkovitý a zuby má kratší než trubku. Koruna bývá nejčastěji šarlatově červená, méně často je bílá, fialová, modrofialová, smetanově bílá nebo narůžovělá, jednobarevná či dvoubarevná a má okrouhlou pavézu nazpět ohnutou, křídla obvejčitá a člunek s dlouhým spirálovitým zobáčkem.
Rostliny jsou dlouhodenní, květy opylují včely a čmeláci, v domovině i kolibříci. V případě nedostatku opylovačů jsou schopné se opylit samosprašně. Ploidie druhu je 2n = 22.
Plody jsou mírně srpovité, podlouhlé lusky 10 až 30 cm dlouhé a 1,5 cm široké, nezralé mají drsný povrch. Ve zralosti pukavý lusk obsahuje 6 až 10 oválných semen dlouhých 10 až 25 mm. Semena někdy mají naznačené prohnutí nebo nesouměrnou přední a zadní části, bývají zbarvená buď jednobarevně bíle, černě, hnědě či šedě, nebo jsou na těchto podkladech skvrny v barvě šedé, rezavé neb tmavohnědé.

## Rozmnožování

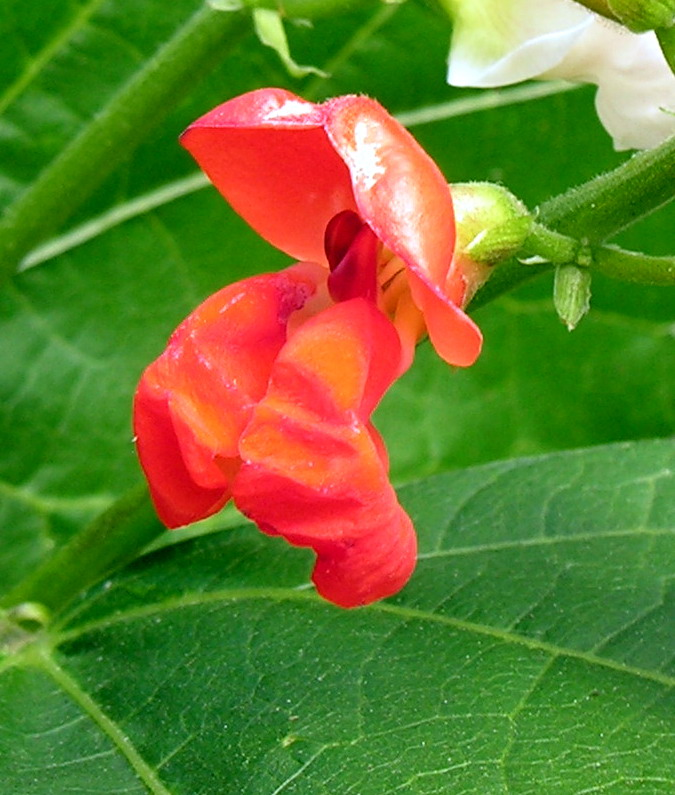
Květ fazolu šarlatového

Tento druh lze s úspěchem rozmnožovat pouze semeny, která se do venkovních záhonů vysévají až v polovině května, potřebují k probuzení teplotu nejméně 10 °C. Klíčí na rozdíl od fazolu obecného hypogeicky (děložní lístky se vyvíjejí již pod zemí).

## Význam
Podobně jako u mnoha dalších rostlin tohoto rodu jsou významnou potravinou semena, obsahují nejméně dvojnásobně více bílkoviny než obiloviny. Velmi mladé lusky, ještě bez semen, se také dají použít jako přílohová zelenina a o něco starší lusky, s již počínajícími semeny, se sterilizují a používají jako tzv. zelené fazole na omáčky i saláty. Jeho pěstování je ve srovnání s fazolem obecným složitější, má větší prostorové nároky a je náročnější na práci (sklízí se průběžně); celkově však dává větší úrodu. Suché prázdné lusky se používají do bylinných čajů pro snížení hladiny glukózy při diabetes mellitus.
Častěji je fazol šarlatový pěstován jako ozdobná letnička používána k rychlému a dočasnému popnutí různých konstrukcí, mříží, stěn i zakrytí neestetických zákoutí. Pro prodloužení doby kvetení je nutno otrhávat zrající lusky. Při dostatečně velké nádobě i péči může růst i na balkoně.
Nejrozšířenější je dvoubarevný kultivar 'Bicolor', který má křídla v květech bílá a pavézu šarlatově červenou. Koncem léta má tato liána dlouhé, široké lusky obsahující skvrnitá ledvinovitá semena. Teoreticky by bylo možno před uschnutím rostlinu sestřihnout, vyrýt a kořenový bal uložit do vlhké a nemrznoucí místnosti a na jaře ji opět vysadit, vyrostla by rychleji než ze semene.

## Toxicita
Lusky a zralá i nezralá semena fazolu šarlatového se nemají jíst syrová. Obsahují mírně toxickou bílkovinu phaseolin, kterou si rostlina vytváří na ochranu proti škůdcům. U citlivých lidí může po požití vyvolat nevolnost, zvrácení, průjem nebo zažívací potíže; tepelnou úpravou se její škodlivé účinky eliminují.

## Galerie

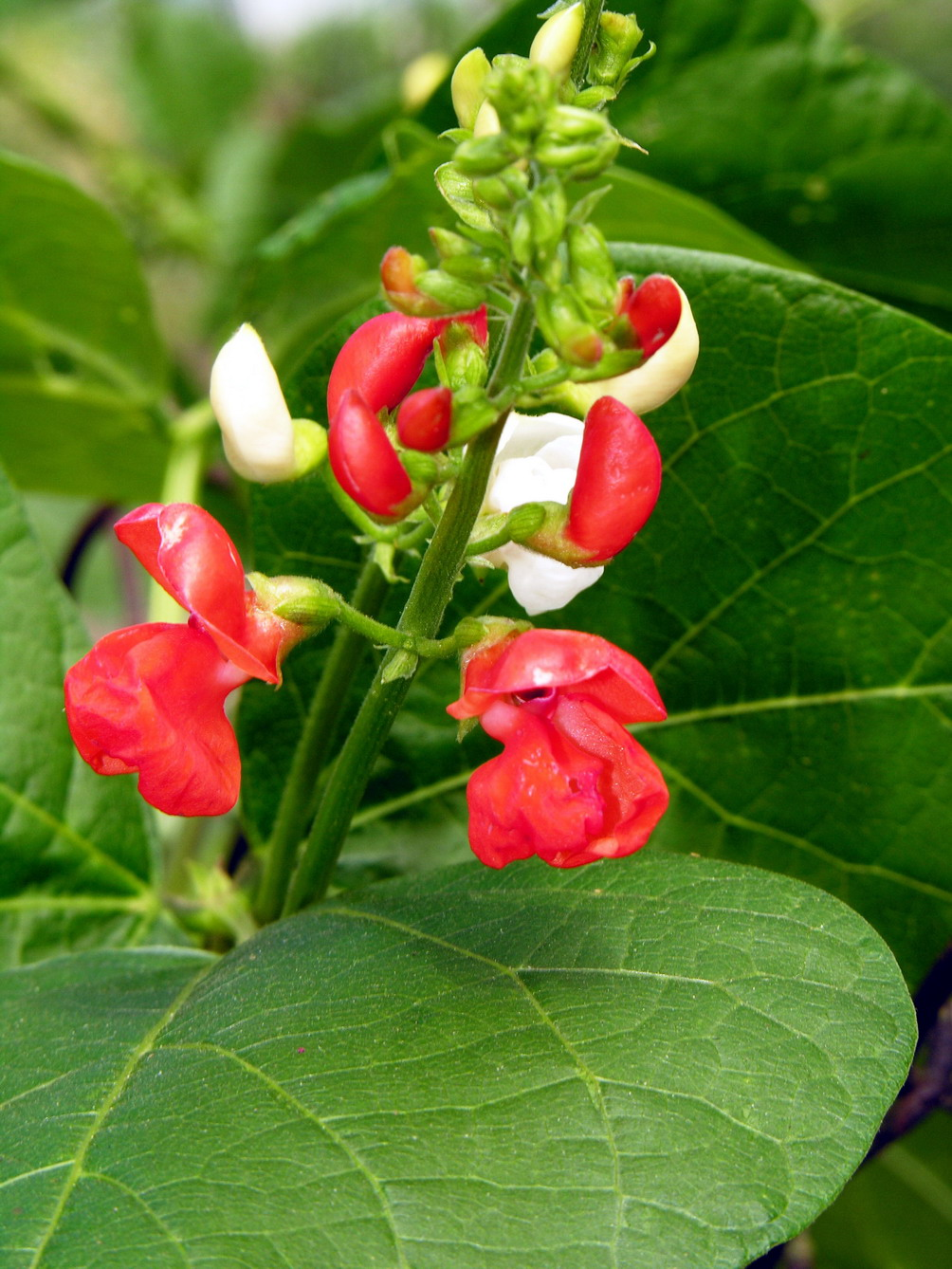
Květenství
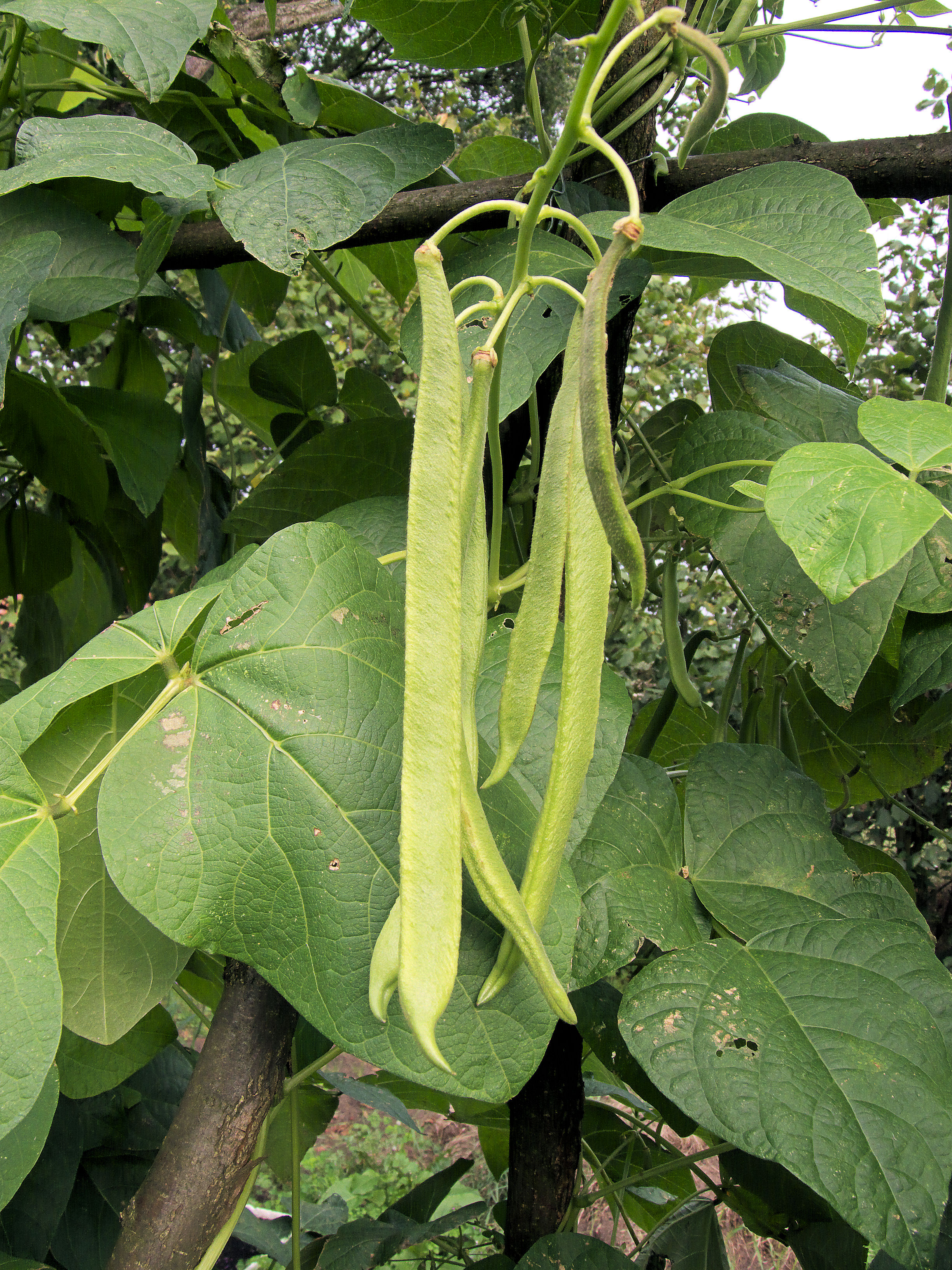
Plodenství
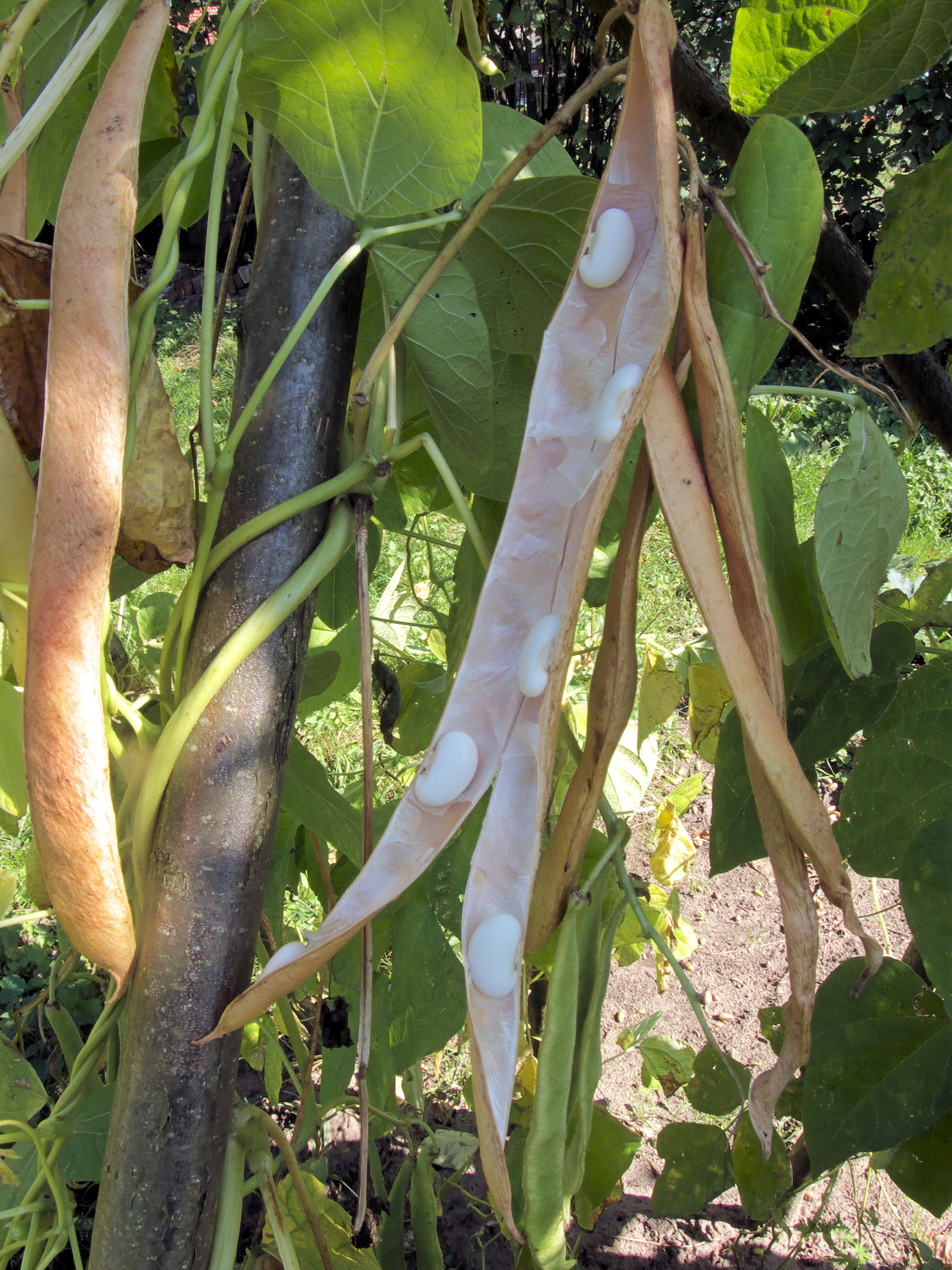
Pukající lusk se semeny
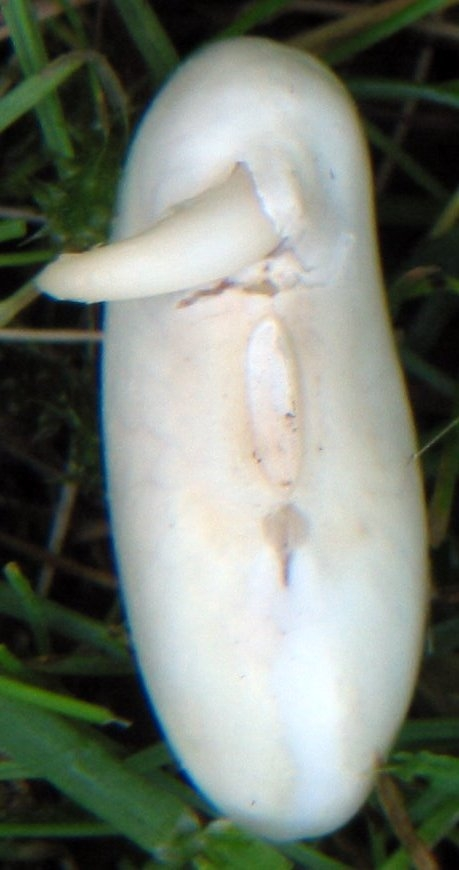
Klíčící semeno